# Guglielmo Palazzani
Guglielmo Palazzani (Gardone Val Trompia, 11 aprile 1991) è un rugbista a 15 italiano, utility back del Colorno.

## Biografia
Formatosi nelle giovanili del Fiumicello di Brescia, passò al Calvisano nel 2009, esordendo in serie A2 nell'aprile 2010 a Benevento contro i Gladiatori Sanniti; contemporaneamente scalò i vari gradi delle nazionali giovanili fino all'Under-20, con la quale nel 2011 disputò il Sei Nazioni di categoria.
Nel 2012 divenne campione d'Italia con il Calvisano e vinse anche il Trofeo Eccellenza e, sulla scia di tali successi, fu convocato nell'Italia Emergenti che disputò la Nations Cup.
Già permit player per le Zebre nel 2012-13, a fine stagione passò in pianta stabile nella franchise parmigiana, e nel 2014 il C.T. dell'Italia Jacques Brunel lo convocò per il Sei Nazioni, anche se il debutto avvenne durante il tour di metà anno nel Pacifico contro Figi.
Ancora sotto la gestione Brunel fece parte della squadra italiana che prese parte alla Coppa del Mondo 2015 in Inghilterra; utilizzato anche dal successore sulla panchina azzurra, Conor O'Shea, fu da questi impiegato nel Sei Nazioni, nei tour e infine alla Coppa del Mondo 2019 in Giappone.

## Palmarès
- Campionati italiani: 1
Calvisano: 2011-12
- Trofei Eccellenza : 1
Calvisano: 2011-12